# Joke van Rijssel
Joke van Rijssel (Bergum, 6 september 1955) is een voormalig schaatsster uit Nederland. In 1978 veroverde ze de Nederlandse titel op het NK allround. In 1981 werd Van Rijssel kampioene kortebaan van Nederland

## Persoonlijke records
| Afstand    | Tijd    | Datum            | Baan      |
| ---------- | ------- | ---------------- | --------- |
| 500 meter  | 42,85   | 13 februari 1982 | Inzell    |
| 1000 meter | 1.25,27 | 14 februari 1982 | Inzell    |
| 1500 meter | 2.09,76 | 13 februari 1982 | Inzell    |
| 3000 meter | 4.41,58 | 14 februari 1982 | Inzell    |
| 5000 meter | 8.44,52 | 21 december 1980 | Kongsberg |

## Resultaten
| Jaar | NK kortebaan | NK Junioren B | NK Junioren A | NK allround | EK allround | WK allround | WK sprint |
| ---- | ------------ | ------------- | ------------- | ----------- | ----------- | ----------- | --------- |
| 1972 |              | 8e            |               |             |             |             |           |
| 1973 |              | 8e            |               |             |             |             |           |
| 1974 |              |               | Zilver        |             |             |             |           |
| 1975 |              |               | Zilver        |             |             |             |           |
| 1976 |              |               | Zilver        | 5e          |             |             |           |
| 1977 |              |               |               | 16e         |             | 16e         | 9e        |
| 1978 |              |               |               | Goud        |             | 19e         |           |
| 1979 |              |               |               | 4e          |             | 17e         |           |
| 1980 |              |               |               | 6e          |             |             |           |
| 1981 | Goud         |               |               | 4e          | DQ          |             |           |
| 1982 |              |               |               | 4e          | 8e          | 9e          |           |

DQ = gediskwalificeerd 

## Nederlandse records
| Nr. | Afstand    | Tijd    | Datum            | Baan   |
| --- | ---------- | ------- | ---------------- | ------ |
| 1   | 1500 meter | 2.09,76 | 13 februari 1982 | Inzell |

| Nr. | Afstand      | Tijd    | Datum            | Baan  |
| --- | ------------ | ------- | ---------------- | ----- |
| 1   | 1500 meter   | 2.18,21 | 15 maart 1976    | Medeo |
| 2   | 3000 meter   | 4.49,35 | 16 maart 1976    | Medeo |
| 3   | minivierkamp | 185.320 | 15/16 maart 1976 | Medeo |